# Carl Schellenberg
Carl Schellenberg (* 10. Oktober 1898 in Hamburg; † 9. Februar 1968) war ein deutscher Kunsthistoriker und Volkskundler.

## Leben
Schellenberg war ein Sohn des Fabrikanten Richard Schellenberg. Er besuchte die Oberrealschule vor dem Holstentor in Hamburg, die er im November 1916 mit dem Notabitur verließ. Anschließend wurde er als Soldat zum Kriegsdienst eingezogen und diente zuletzt bei der 3. Maschinengewehr-Kompanie des Infanterie-Regiments 76. Nach seiner Rückkehr aus dem Feld nahm er das Studium der Kunstgeschichte an den Universitäten Hamburg, München und Freiburg i. Br. auf. Im Januar 1923 wurde er bei Professor Erwin Panofsky (Hamburg) mit einer Arbeit über die Illustrationsprinzipien der Dürerapokalypse zum Dr. phil. promoviert.
Nach einer vorübergehenden Tätigkeit als Volontär beim Denkmalschutzamt in Hamburg erhielt er im Juli 1923 eine Anstellung als Assistent am Thaulow-Museum in Kiel. 1926 kehrte er nach Hamburg zurück und wurde wissenschaftlicher Hilfsarbeiter am Museum für Hamburgische Geschichte unter Otto Lauffer. Dort rückte er später zum Kustos auf. Schwerpunkte seiner Tätigkeit waren die Volkskunde und Kunstgeschichte.
Nach Ausbruch des Zweiten Weltkriegs wurde er zunächst als Gefreiter zum Luftverteidigungskommando einberufen, schon im Mai 1940 aber wieder entlassen. An das Museum zurückgekehrt, wurde er mit der Durchsicht des geraubten jüdischen Silbers beauftragt. Ab Sommer 1940 war er als Kommissar und Stellvertreter des Reichskommissars für Buntmetalle bei der Glockenaktion als Teil der Metallspende des deutschen Volkes tätig.
Von Januar 1942 bis September 1945 war Schellenberg kommissarischer Leiter der Hamburger Kunsthalle für den zum Wehrdienst eingezogenen Direktor. Ab Dezember 1945 war er mit der Rückgabe des im Krieg beschlagnahmten jüdischen Silbers beschäftigt und ermittelte Eigentümer und Erben. Daneben widmete er sich dem Wiederaufbau des Bergedorfer Museums und der Neuordnung der Sammlungen des Fürsten Bismarck in Friedrichsruh.
Am 1. August 1953 wurde Schellenberg Kustos des Helms-Museums in Hamburg-Harburg und leitete die stadtgeschichtliche und volkskundliche Abteilung. Mit dem 31. Oktober 1963 trat er in den Ruhestand.
Carl Schellenberg galt seinerzeit als einer der besten Kenner der hamburgischen Geschichte und verfasste zahlreiche kunsthistorische und volkskundliche Veröffentlichungen.

## Werke
- Das alte Hamburg. Leipzig 1936
- Landesbildstelle Hansa u. Museum f. hamb. Geschichte (Hrsg.): Der niederdeutsche Mensch im hamburger Bildnis der Vergangenheit. C. Boysen, Hamburg, DNB 362588414 (ohne Jahresangabe, [1935]).